# Одаи (Ширяевский район)
Одаи (укр. Одаї) — село, относится к Ширяевскому району Одесской области Украины.
Население по переписи 2001 года составляло 100 человек. Почтовый индекс — 66802. Телефонный код — 4858. Занимает площадь 0,47 км². Код КОАТУУ — 5125455103.

## Местный совет
66800, Одесская обл., Ширяевский р-н, пгт Ширяево, ул. Коробченка, 1